# Kathryn Parminter, Baroness Parminter

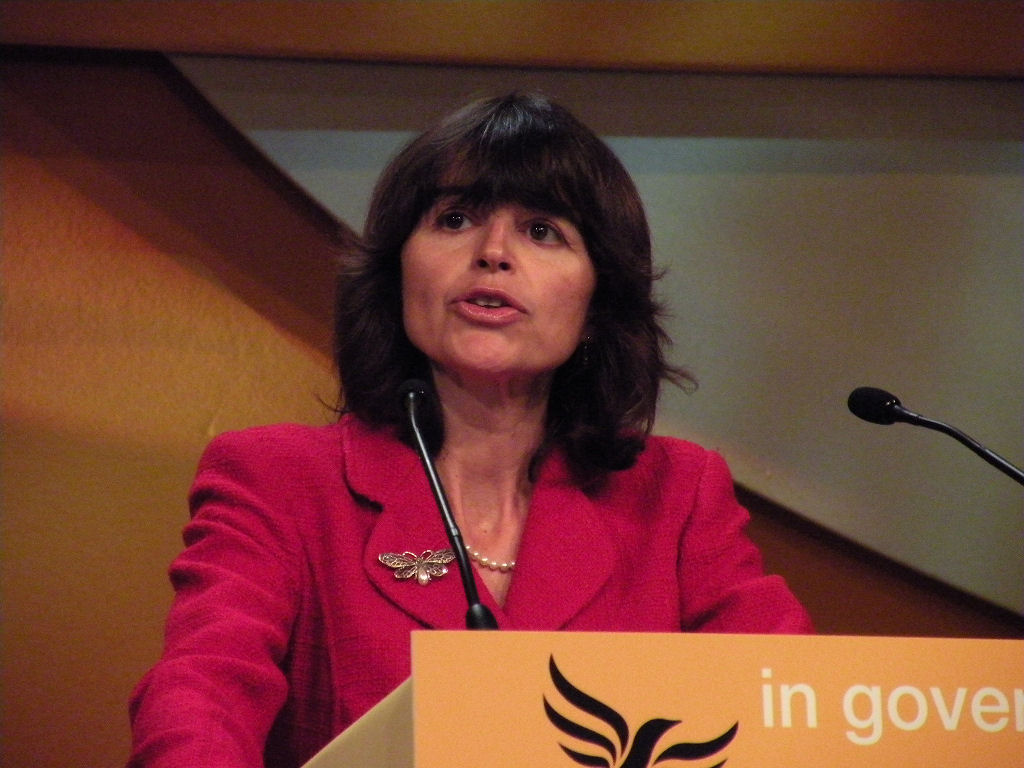
Kathryn Parminter, Baroness Parminter auf dem Parteitag der Liberal Democrats 2011

Kathryn „Kate“ Parminter, Baroness Parminter (* 24. Juni 1964) ist eine britische Tier- und Umweltschützerin sowie Politikerin der Liberal Democrats, die seit 2010 als Life Peeress Mitglied des House of Lords ist.

## Leben
Nach dem Schulbesuch absolvierte Kathryn Parminter ein Studium im Fach Marketing und arbeitete nach Abschluss des Studiums von 1986 bis 1988 als Trainee bei Nestlé, ehe sie von 1988 bis 1989 Parlamentarische Forschungsmitarbeiterin des Unterhausabgeordneten Simon Hughes und im Anschluss bis 1990 Leitende Buchhalterin in der PR-Agentur Juliette Hellman PR war. Bereits während dieser Zeit begann ihr politisches Engagement in der Kommunalpolitik und sie vertrat die Liberal Democrats zwischen 1987 und 1995 als Mitglied des Rates des Distrikts Horsham.
Im Anschluss wechselte sie zur Royal Society for the Prevention of Cruelty to Animals (RSPCA) und war dort zunächst Mitarbeiterin für Öffentlichkeitsarbeit sowie im Anschluss daran zwischen 1992 und 1995 Leiterin für Kampagnen und Veranstaltungen sowie zuletzt von 1996 bis 1998 Leiterin der Öffentlichkeitsarbeit der RSPCA sowie zeitgleich von 1997 bis 1998 auch Vorsitzende der Kampagne für den Schutz gejagter Tiere. Nachdem sie von 1998 bis 2004 Direktorin der Kampagne zum Schutz des ländlichen Englands (Campaign to Protect Rural England) war, fungierte sie seit 2007 als Treuhänderin des Institute for Public Policy Research (IPPR). Daneben übernahm sie weitere Aufgaben bei den Liberal Democrats und gehört seit 2008 deren Nationaler Föderaler Exekutive sowie dem National Trust an.
Kathryn Parminter wurde durch ein Letters Patent vom 15. Juli 2010 als Life Peeress mit dem Titel Baroness Parminter, of Godalming in the County of Surrey, in den Adelsstand erhoben. Kurz darauf erfolgte am 19. Juli 2010 ihre Einführung (Introduction) als Mitglied des House of Lords. Seit 2010 ist Baroness Parminter auch Vizepräsidentin der RSPCA sowie Schirmherrin des Meath Epilepsy Trust.

## Veröffentlichungen
- Working For and Against Government in Pressure Group Politics in Modern Britain (1996)
- A Third Sector as well as a Third Way (2001)